# Liste des sénateurs de l'Allier
 (signalé en mai 2025).
Si vous disposez d'ouvrages ou d'articles de référence ou si vous connaissez des sites web de qualité traitant du thème abordé ici, merci de compléter l'article en donnant les références utiles à sa vérifiabilité et en les liant à la section « Notes et références ».
- Archive Wikiwix
- Bing
- Cairn
- DuckDuckGo
- E. Universalis
- Gallica
- Google
- G. Books
- G. News
- G. Scholar
- Persée
- Qwant
- (zh) Baidu
- (ru) Yandex
- (wd) trouver des œuvres sur Wikidata

Cet article dresse la liste des sénateurs du département français de l'Allier.

## Sénateurs sous laIIIeRépublique
| Mandat      | Nom                      |
| ----------- | ------------------------ |
| 1876 à 1885 | Louis de Chantemerle     |
| 1876 à 1885 | Charles-Auguste Martenot |
| 1876 à 1884 | Charles de Veauce        |
| 1885 à 1903 | Eugène Bruel             |
| 1885 à 1903 | Joseph Chantemille       |
| 1885 à 1903 | Victor André Cornil      |
| 1903 à 1912 | Michel Boissier          |
| 1903 à 1914 | Jules Gacon              |
| 1903 à 1918 | Pierre Ville             |
| 1912 à 1940 | Albert Peyronnet         |
| 1920 à 1945 | Jean Beaumont            |
| 1920 à 1939 | Marcel Régnier           |
| 1939 à 1941 | Marx Dormoy              |

## Sénateurs sous laIVeRépublique
| Mandat      | Nom              |
| ----------- | ---------------- |
| 1946 à 1948 | Marcel Guyot     |
| 1946 à 1959 | André Southon    |
| 1948 à 1959 | Fernand Auberger |

## Sénateurs sous laVeRépublique
| Mandat      | Nom              | Parti politique         |
| ----------- | ---------------- | ----------------------- |
| 1959 à 1962 | Fernand Auberger | SFIO                    |
| 1959 à 1971 | Georges Rougeron | SFIO                    |
| 1962 à 1962 | François Minard  | SFIO                    |
| 1962 à 1970 | Roger Besson     | SFIO                    |
| 1970 à 1971 | Pierre Gonard    | SFIO                    |
| 1971 à 1972 | Jean Nègre       | SFIO                    |
| 1971 à 1998 | Jean Cluzel      | UC                      |
| 1972 à 1989 | André Rabineau   | UDF-CDS (UC)            |
| 1989 à 2008 | Bernard Barraux  | UDF puis UMP            |
| 1998 à 2020 | Gérard Dériot    | UDF puis UMP puis LR    |
| 2008 à 2014 | Mireille Schurch | PCF                     |
| depuis 2014 | Claude Malhuret  | UMP puis LR puis Agir-H |
| depuis 2020 | Bruno Rojouan    | DVD puis LR             |